# Evert Strobos

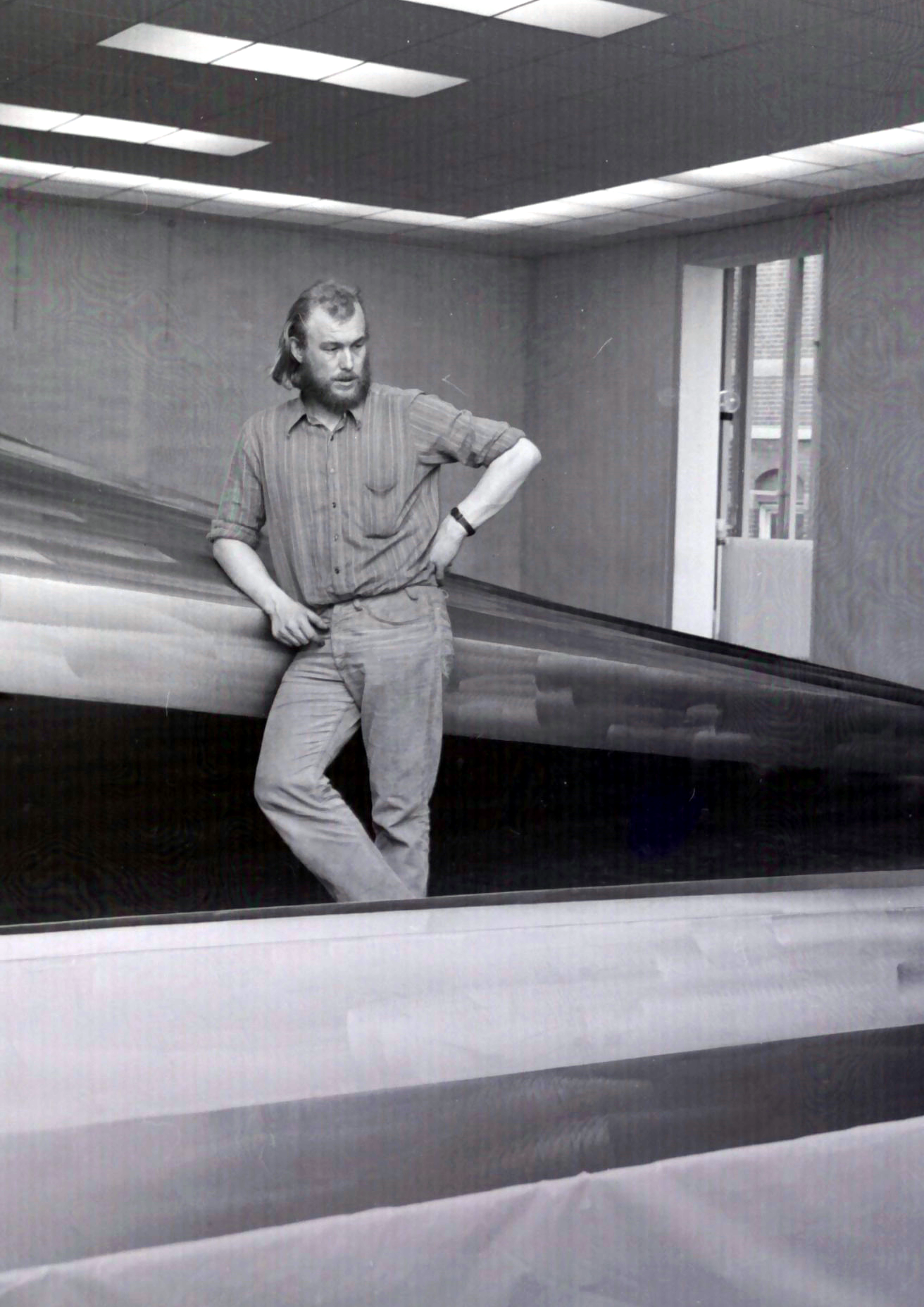
Evert Strobos (1972)

Evert Strobos (geboren 12. Februar 1943 in Hengelo, Niederlande)  ist ein niederländischer Bildhauer, der meist in Stahl arbeitet.

## Leben und Werk
Evert Strobos erhielt seine Ausbildung an der Akademie für Kunst und Industrie in Enschede  und an der Kunstakademie Düsseldorf. Strobos, der in Hengelo lebt und arbeitet, führt seine Werke oft in Serien auf. Sein am häufigsten verwendetes Material ist Cortenstahl, der an der Luft zwar eine rostfarbene Oberfläche erhält, aber nicht in die Tiefe rostet. Cortenstahl wird häufig von Bildhauern verwendet.

## Projekt aus Cortenstahl

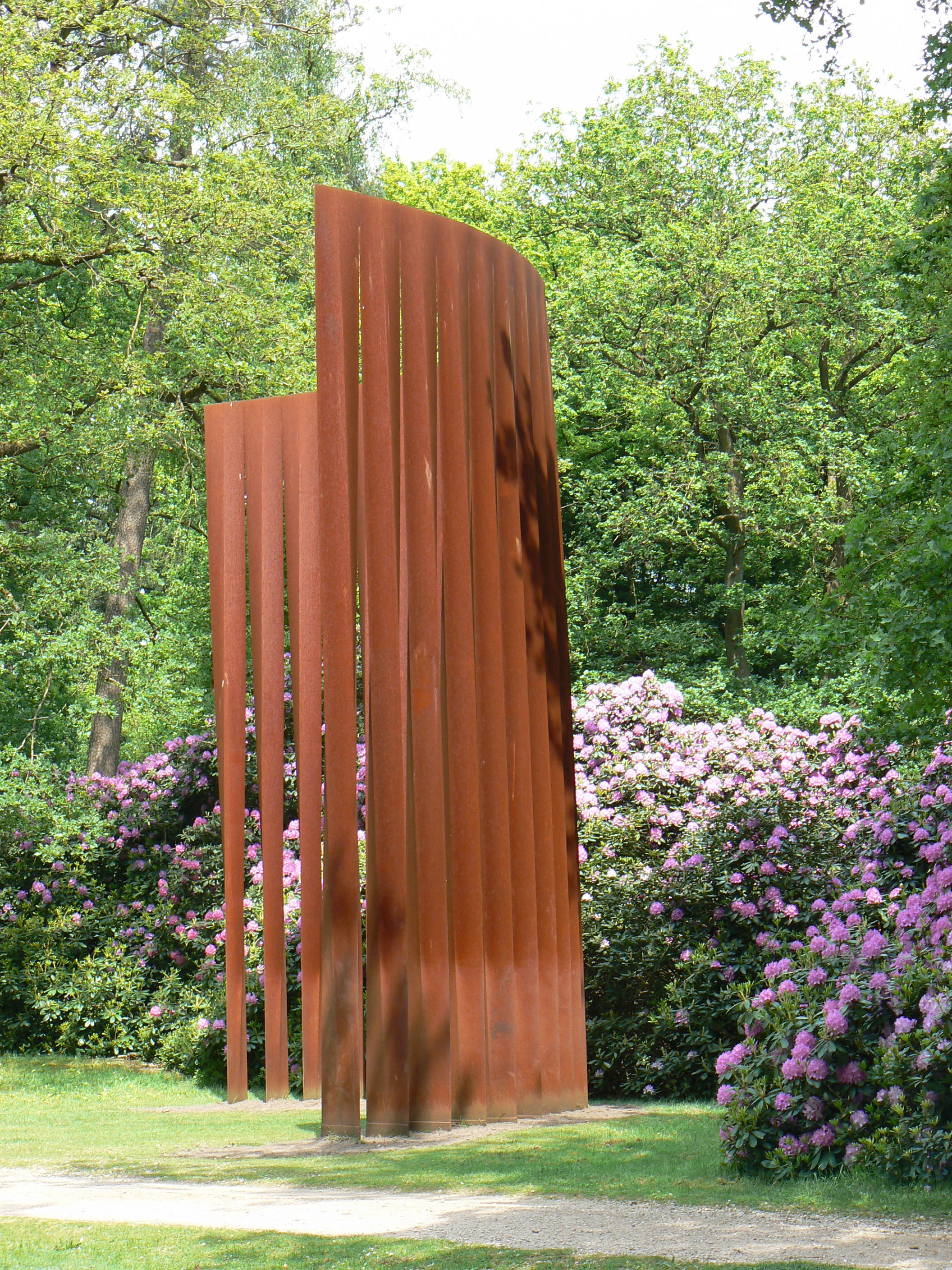
Palisade

Ein Projekt Strobos’ aus dem Jahr 1971 besteht aus 24 identischen und 8 Meter langen Elementen aus Cortenstahl, die oben flach und unten verdoppelt sind. Die Elemente sind in flachem Kreis aufgestellt mit einer Länge von 980 cm. Dieses Kunstprojekt wurde erstmals im Stedelijk Museum  (Amsterdam) gezeigt, gefolgt von Groningen, Enschede und Dordrecht. Das Projekt wurde 1973 wieder aufgebaut und erhielt einen endgültigen Platz im Skulpturenpark des Kröller-Müller Museums in Otterlo unter dem neuen Namen: „Palisade“. Diese Palisade wurde 1991 durch eine haltbarere Version von 4 cm dicken Stahlteilen ersetzt.
„Anziehung“ (niederländisch „Bezienswaardigheid“) in Zeewolde ist ebenfalls eins der Werke von Strobos, die aus monumentalen „Zeichen“ bestehen, die einen Platz in der Landschaft markieren. Die sieben Elemente, die Strobos hier in einem unregelmäßigen Kreis platziert hat, heben sich als Silhouetten vom Himmel ab. Aufgrund ihrer Größe nehmen sie eine große Fläche in Besitz und scheinen mit ihrer flachen Form den Raum zu durchschneiden. Bei der Skulpturengruppe ist die Assoziation mit prähistorischen Denkmälern nicht abwegig.